# Eismitte

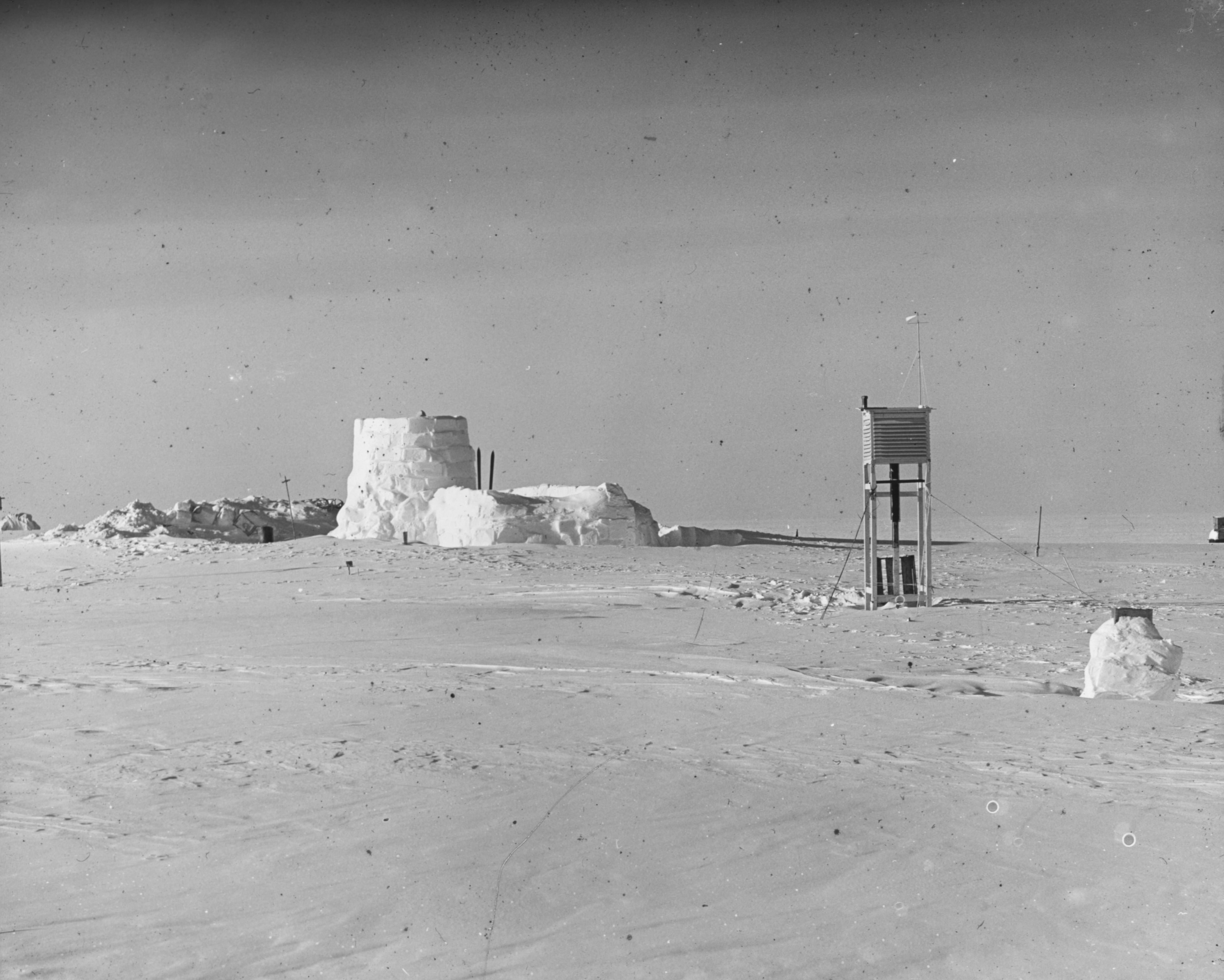
La stazione Eismitte nel 1930.

Eismitte, in inglese Mid-Ice, è stato il sito di una spedizione artica nell'entroterra della Groenlandia che ha avuto luogo dal luglio 1930 all'agosto 1931 e che ha causato la morte del noto scienziato tedesco Alfred Wegener.
Il nome "Eismitte" significa letteralmente "centro del ghiaccio" in tedesco e il sito si trovava a 402 km dalla costa ad un'altitudine stimata di 3.010 metri. La temperatura più fredda registrata durante la spedizione è stata di -64,8 °C il 20 marzo 1931, mentre la temperatura più calda rilevata è stata di -1,8 °C il 9 luglio 1931. Per il periodo di 12 mesi che inizia il 1º agosto 1930 e termina il 5 agosto 1931, il mese più caldo, luglio, ha avuto una temperatura media mensile di -12,2 °C (10 °F), mentre il mese più freddo, febbraio, ha avuto una media di -47,2 °C (−53 °F). Nello stesso periodo è stato registrato un totale di 110 millimetri di precipitazioni, con la maggior parte, piuttosto sorprendentemente, avute in inverno. Alla latitudine del campo, il sole non tramontò tra il 13 maggio e il 30 luglio di ogni anno e non sorse tra il 23 novembre e il 20 gennaio.

## Sorge pit 1930
Ernst Sorge è stato membro della spedizione Alfred Wegener a Eismitte nella Groenlandia centrale dal luglio 1930 all'agosto 1931. Ha scavato a mano una fossa profonda 15 m adiacente alla sua grotta di neve sotto la superficie, che è stata la sua abitazione durante il periodo di svernamento di sette mesi. Sorge è stato il primo a studiare sistematicamente e quantitativamente gli strati di neve e di firn vicino alla superficie dall'interno della sua fossa. Dopo un meticoloso esame delle caratteristiche strutturali e un'attenta misurazione della densità continua e di altre proprietà fisiche all'interno del profilo della fossa, Sorge ha determinato le caratteristiche dei singoli limiti di accumulo annuo di neve. Questa ricerca ha convalidato la fattibilità della misurazione dei cicli annuali di accumulo di neve preservati, come la misurazione delle precipitazioni congelate in un pluviometro.
71°10′N 39°56′W71°10′N 39°56′W

## Clima
Eismitte è uno dei luoghi più freddi dell'emisfero settentrionale, con una temperatura media annuale di -30 C° registrata durante il periodo della spedizione. Eismitte ha un clima glaciale. Una stazione meteorologica è stata gestita per circa un anno; il record del tempo è quindi molto scarso.
| Mese | Mesi | Mesi | Mesi | Mesi | Mesi | Mesi | Mesi | Mesi | Mesi | Mesi | Mesi | Mesi | Stagioni | Stagioni | Stagioni | Stagioni | Anno |
| Mese | Gen  | Feb  | Mar  | Apr  | Mag  | Giu  | Lug  | Ago  | Set  | Ott  | Nov  | Dic  | Inv      | Pri      | Est      | Aut      | Anno |
| ---- | ---- | ---- | ---- | ---- | ---- | ---- | ---- | ---- | ---- | ---- | ---- | ---- | -------- | -------- | -------- | -------- | ---- |